# فیونا موتسی
فیونا موتسی (انگلیسی: Phiona Mutesi؛ زادهٔ ۱۹۹۶ میلادی) شطرنج‌باز اهل اوگاندا است.
موتسی سه بار قهرمان مسابقات بانوان اوگاندا شده است ، در چهار المپیاد شطرنج نماینده اوگاندا را بر عهده داشته و یکی از اولین بازیکنان زن با عناوین در تاریخ شطرنج اوگاندا است. او موضوع یک کتاب 2012 و یک فیلم 2016 به نام ملکه Katwe شاخته شد .
استموتسی در محله کات وی در اوگاندا بزرگ شد. وقتی تقریباً سه ساله بود ، پدرش در اثر ایدز درگذشت. 
خواهر بزرگتر او ، جولیا ، پس از آن به دلایل ناشناخته درگذشت. موتسی در سن نه سالگی از مدرسه خارج شد زیرا خانواده اش دیگر قادر به ارسال وی نبودند.
هر روز موتسی ذرت را در بازار خیابان های کات وی می فروخت. یک روز او به دنبال برادرش رفت و اتفاقا با رابرت کتنده اشنا شد. در یک برنامه بعد از مدرسه که توسط رابرت کتنده اجرا شد ، موتسی شروع به بازی شطرنج کرد.
موتسی بعداً به مدرسه بازگشت ، در سال 2010 برای امتحان ابتدایی خود نشسته و در یک مدرسه یونیورسال جهانی در Makindye ، کامپالا تحصیل کرد.
در سفر به ایالات متحده ، موتسی از دانشگاه شمال غربی در کرکلند ، واشنگتن بازدید کرد. وی به بورس تحصیلی پیشنهاد داده شد و در سال 2017 حضور در دانشگاه شمال غربی را آغاز کرد.  او قصد دارد تا در رشته های جامعه شناسی به تحصیل بپردازد. موتسی پس از کالج گفت که می خواهد "به خانه برگردد و به جامعه خود خدمت کند" و با بچه هایی کار کند که در زاغه های اوگاندا زندگی می کنند.